# Església de Sant Gallard
L'Església de Sant Gallard és un temple dedicat a Sant Josep i a la Mare de Déu de la Llet depenent de la parròquia de Santa Coloma de Queralt, però ubicada al terme de les Piles. És una església d'una sola nau, de planta rectangular en volta de pedra i dos altars laterals, un a banda i banda. La porta, amb una llinda recta construïda amb un gran bloc de pedra rectangular i una petita finestra a la part superior, sembla d'una època posterior. A la part superior de la façana es troba el campanar d'espadanya. La resta del conjunt sembla romànic. Va pertànyer fins a 1957 al bisbat de Vic, quan passà al bisbat de Tarragona. Forma part de l'Inventari del Patrimoni Arquitectònic de Catalunya.